# Living with the Past (video)
Living with the Past (2002) è un DVD del gruppo rock inglese Jethro Tull.

## Tracce
1. My Sunday Feeling
2. Cross Eyed Mary
3. Roots To Branches
4. Someday The Sun Wont Shine For You
5. Jack In The Green
6. Thick As A Brick
7. Wond'ring Aloud
8. Sweet Dream
9. Hunt By Numbers
10. Bouree
11. A Song For Jeffrey
12. The Water Carrier
13. A New Day Yesterday
14. Life Is A Long Song
15. Budapest
16. New Jig
17. Aqualung
18. Locomotive Breath
19. Living In The Past
20. Protect and Survive
21. Cheerio

## Formazione
- Ian Anderson - voce, flauto traverso, chitarra acustica, mandolino, armonica a bocca
- Mick Abrahams - chitarra elettrica, voce
- Martin Barre - chitarra elettrica, flauto traverso
- Andrew Giddings - tastiere
- Glenn Cornick - basso
- Doane Perry - batteria
- Clive Bunker - batteria
- Dave Pegg - basso, mandolino
- James Duncan - batteria
- Brian Thomas - violino
- Justine Tomlinson - violino
- Malcom Henderson - viola
- Juliet Tomlinson - violoncello